# ГЕС Qīnglóng
ГЕС Qīnglóng (青龙水电站) — гідроелектростанція у центрі Китаю в провінції Сичуань. Знаходячись після ГЕС Shuānghé, входить до складу каскаду на річці Байшуй, котра впадає праворуч до Байлун (права притока Цзялінцзян — великого лівого допливу Янцзи).
В межах проекту річку перекрили бетонною греблею висотою 17 метрів та довжиною 106 метрів. Вона утримує невелике водосховище з об'ємом 234 тис. м3 (корисний об'єм 78 тис. м3) та нормальним рівнем поверхні на позначці 1272 метра НРМ.
Зі сховища ресурс подається через прокладений у лівобережному гірському масиві дериваційний тунель довжиною 13,6 км, який переходить у напірний водовід довжиною 0,26 км з діаметром 5,8 метра. В системі також працює вирівнювальний резервуар висотою 84 метра. У підсумку вода потрапляє до наземного машинного залу, де встановлені три турбіни потужністю по 34 МВт, які виробляють 445 млн кВт-год електроенергії на рік.